# Nemzeti Bajnokság I 2020-2021
La Nemzeti Bajnokság I 2020-2021 (chiamata ufficialmente OTP Bank Liga per motivi di sponsorizzazione) è stata la 120ª edizione del massimo campionato di calcio ungherese, iniziata il 14 agosto 2020 e terminata il 9 maggio 2021. Il Ferencváros ha conquistato il trofeo per la trentaduesima volta nella sua storia.

## Stagione

### Novità
Al termine della stagione precedente, sono retrocessi Debrecen e Kaposvár. Dalla Nemzeti Bajnokság II sono stati promossi MTK Budapest e Budafok.

### Regolamento
Le 12 squadre partecipanti si sfidano in un girone di andata, ritorno e andata per un totale di 33 giornate.
La squadra campione d'Ungheria si qualifica per il primo turno di qualificazione della UEFA Champions League 2021-2022.

Le squadre classificate al secondo e al terzo posto si qualificano per il primo turno di qualificazione della UEFA Europa Conference League 2021-2022, mentre la vincitrice della Magyar Kupa 2020-2021 al secondo turno.

Le ultime due classificate retrocedono direttamente in Nemzeti Bajnokság II.

## Squadre partecipanti
| Club             | Città          | Stadio                   | Stagione precedente |
| ---------------- | -------------- | ------------------------ | ------------------- |
| Budafok          | Budapest       | Promontor utcai Stadion  | 2º posto in NB II   |
| Diósgyőr         | Miskolc        | DVTK Stadion             | 9º posto in NB I    |
| Ferencváros      | Budapest       | Groupama Arena           | Campione d'Ungheria |
| Kisvárda         | Kisvárda       | Várkerti Stadion         | 8º posto in NB I    |
| Honvéd           | Budapest       | Nándor Hidegkuti Stadion | 5º posto in NB I    |
| Mezőkövesd-Zsóry | Mezőkövesd     | Városi Stadion           | 4º posto in NB I    |
| MOL Fehérvár     | Székesfehérvár | Sóstói Stadion           | 2º posto in NB I    |
| MTK Budapest     | Budapest       | Nándor Hidegkuti Stadion | 1º posto in NB II   |
| Paks             | Paks           | Stadion PSE              | 10º posto in NB I   |
| Puskás Akadémia  | Felcsút        | Pancho Arena             | 3º posto in NB I    |
| Újpest           | Budapest       | Ferenc Szusza Stadion    | 6º posto in NB I    |
| Zalaegerszeg     | Zalaegerszeg   | ZTE Arena                | 7º posto in NB I    |

## Allenatori
| Club             | Allenatore                                                            |
| ---------------- | --------------------------------------------------------------------- |
| Budafok          | Csaba Csizmadia (1ª-31ª) Bálint Pacsi (32ª-33ª)                       |
| Diósgyőr         | Tamás Feczkó (1ª-13ª) Gergely Geri (14ª-16ª) Zoran Zekić (17ª-33ª)    |
| Ferencváros      | Serhij Rebrov                                                         |
| Kisvárda         | Attila Supka                                                          |
| Honvéd           | Tamás Bódog (1ª-13ª) István Pisont (14ª-21ª) Ferenc Horváth (22ª-33ª) |
| Mezőkövesd-Zsóry | Attila Kuttor (1ª-10ª) Attila Pintér (11ª-33ª)                        |
| MOL Fehérvár     | Gábor Márton (1ª-21ª) Tamás Szalai (22ª-26ª) Imre Szabics (27ª-33ª)   |
| MTK Budapest     | Michael Boris                                                         |
| Paks             | Gábor Osztermájer (1ª-4ª) György Bognár (5ª-33ª)                      |
| Puskás Akadémia  | Zsolt Hornyák                                                         |
| Újpest           | Predrag Rogan (1ª-16ª) Michael Oenning (17ª-33ª)                      |
| Zalaegerszeg     | Gábor Boér (1ª-26ª) Róbert Waltner (27ª-33ª)                          |

## Classifica finale
|                     | Pos. | Squadra          | Pt | G  | V  | N  | P  | GF | GS | DR  |
| ------------------- | ---- | ---------------- | -- | -- | -- | -- | -- | -- | -- | --- |
| Ungheria (bandiera) | 1.   | Ferencváros      | 78 | 33 | 23 | 9  | 1  | 69 | 22 | +47 |
|                     | 2.   | Puskás Akadémia  | 58 | 33 | 18 | 4  | 11 | 52 | 42 | +10 |
|                     | 3.   | MOL Fehérvár     | 56 | 33 | 16 | 8  | 9  | 68 | 38 | +30 |
|                     | 4.   | Paks             | 50 | 33 | 14 | 8  | 11 | 76 | 64 | +12 |
|                     | 5.   | Kisvárda         | 46 | 33 | 12 | 10 | 11 | 30 | 36 | -6  |
| [ 3 ]               | 6.   | Újpest           | 42 | 33 | 12 | 6  | 15 | 46 | 67 | -21 |
|                     | 7.   | MTK Budapest     | 42 | 33 | 11 | 9  | 13 | 44 | 49 | -5  |
|                     | 8.   | Mezőkövesd-Zsóry | 42 | 33 | 11 | 9  | 13 | 40 | 46 | -6  |
|                     | 9.   | Zalaegerszeg     | 37 | 33 | 10 | 7  | 16 | 58 | 58 | 0   |
|                     | 10.  | Honvéd           | 37 | 33 | 9  | 10 | 14 | 46 | 48 | -2  |
|                     | 11.  | Diósgyőr         | 33 | 33 | 9  | 6  | 18 | 34 | 53 | -19 |
|                     | 12.  | Budafok          | 27 | 33 | 7  | 6  | 20 | 34 | 74 | -40 |

      Campione d'Ungheria e ammessa al Turno di qualificazione Champions League 2021-2022
      Ammesse al Turno di qualificazione UEFA Europa Conference League 2021-2022
      Retrocesse in Nemzeti Bajnokság II 2021-2022

## Risultati
|                  | Bud     | Dió     | Fer     | Hon     | Kis     | Mez     | MOL     | MTK     | Pak     | Pus     | Újp     | Zal     |
| ---------------- | ------- | ------- | ------- | ------- | ------- | ------- | ------- | ------- | ------- | ------- | ------- | ------- |
| Budafok          | ––––    | 2-1 1-2 | 0-3 0-4 | 1-2 0-1 | 2-1 2-0 | 0-1     | 1-4 1-2 | 2-2     | 2-3 2-9 | 0-3     | 1-1     | 3-1     |
| Diósgyőr         | 1-1     | ––––    | 1-3     | 2-4 0-0 | 2-0     | 2-1 2-2 | 0-4     | 1-1 0-0 | 1-2 1-4 | 3-0 2-1 | 3-0 0-0 | 1-3     |
| Ferencváros      | 2-1     | 0-1 1-0 | ––––    | 1-0     | 1-1     | 3-0 2-1 | 2-0     | 2-0     | 5-0 5-2 | 2-1 1-1 | 2-0 3-0 | 2-0     |
| Honvéd           | 2-3     | 5-1     | 0-1 1-2 | ––––    | 1-2 0-1 | 1-1 2-2 | 2-2 2-3 | 2-2 3-2 | 1-1     | 0-1     | 1-2 2-2 | 2-2     |
| Kisvárda         | 0-0     | 1-0 0-1 | 0-2 0-0 | 0-0     | ––––    | 0-0     | 2-1 0-0 | 0-2     | 3-1 5-1 | 0-3 0-1 | 1-1     | 2-1     |
| Mezőkövesd-Zsóry | 1-0 2-1 | 2-1     | 2-2     | 2-1     | 1-2 0-1 | ––––    | 1-2 1-3 | 0-1 5-1 | 4-3     | 1-0     | 3-2     | 1-1 2-0 |
| MOL Fehérvár     | 4-1     | 3-0 1-3 | 1-1 1-2 | 1-2     | 3-0     | 0-0     | ––––    | 1-2     | 1-1 2-2 | 3-1 1-1 | 5-1 4-0 | 2-0     |
| MTK Budapest     | 1-2 0-0 | 1-0     | 1-1 2-2 | 3-1     | 1-1 0-1 | 0-0     | 3-1 1-3 | ––––    | 3-1     | 0-1     | 1-3     | 0-3 3-0 |
| Paks             | 4-1     | 2-1     | 1-3     | 0-0 2-0 | 3-0     | 1-2 2-2 | 1-0     | 4-0 3-1 | ––––    | 6-2 4-2 | 1-2 1-3 | 3-1 1-1 |
| Puskás Akadémia  | 3-0 5-0 | 2-0     | 1-1     | 1-0 1-2 | 0-0     | 1-0 2-0 | 1-0     | 0-3 3-0 | 3-2     | ––––    | 3-2 2-1 | 1-2 1-4 |
| Újpest           | 1-1 2-0 | 1-0     | 0-4     | 2-1     | 2-4 3-0 | 1-0 3-0 | 0-5     | 0-4 1-3 | 1-1     | 1-2     | ––––    | 3-2 5-4 |
| Zalaegerszeg     | 1-3 5-0 | 3-1 2-0 | 1-2 2-2 | 2-4 0-1 | 1-2 0-0 | 3-0     | 3-3 0-2 | 2-0     | 4-4     | 1-2     | 3-0     | ––––    |

## Statistiche

### Individuali

#### Classifica marcatori
| Gol |  |  | Giocatore       | Squadra      |
| --- |  |  | --------------- | ------------ |
| 22  |  |  | János Hahn      | Paks         |
| 15  |  |  | Nemanja Nikolić | MOL Fehérvár |
| 13  |  |  | Dániel Gazdag   | Honvéd       |
| 12  |  |  | Ivan Petryak    | MOL Fehérvár |
| 12  |  |  | Myrto Uzuni     | Ferencváros  |
| 11  |  |  | Dávid Kovács    | Budafok      |
| 11  |  |  | Tokmac Nguen    | Ferencváros  |
| 10  |  |  | Norbert Balogh  | Honvéd       |
| 10  |  |  | Giorgi Beridze  | Újpest       |
| 10  |  |  | István Bognár   | Paks         |
| 10  |  |  | Franck Boli     | Ferencváros  |
| 10  |  |  | Regő Szánthó    | Zalaegerszeg |